# Distretto di Pieve Porto Morone
Il distretto di Pieve Porto Morone era il nome di un distretto progettato dal governo giacobino della Repubblica Cisalpina nel dipartimento del Ticino. Come molti enti simili, non trovò piena applicazione a causa del caotico periodo rivoluzionario in cui fu ideato, e venne soppresso dopo solo un anno a causa di nuovi rivolgimenti politici.

## Storia
La Costituzione della Repubblica Cisalpina progettò un nuovo ordinamento degli enti locali lombardi, partendo dal presupposto di una nuova geografia basata su una razionalizzazione illuministica anziché sui retaggi di secoli di storia. La funzione dei distretti, che andavano a sostituire l'istituto plurisecolare della pieve, sarebbe divenuto quello di svolgere le più alte funzioni municipali nelle aree di notevole parcellizzazione comunale.
Nell'area sudorientale pavese, il borgo di Pieve Porto Morone, antica sede plebanea rinascimentale, fu fatta sede di un distretto esteso sulla sua precedente delegazione. Il distretto venne classificato col numero 15.
Definito dalla legge 6 germinale anno VI, l'ente non riuscì ad avere una vera applicazione, poiché pochi mesi dopo il golpe militare riversò il governo giacobino sostituendolo con uno più finalizzato ad ottenere risparmi per la guerra. Il minuscolo distretto di Pieve Porto Morone fu sciolto sottoponendolo al grosso borgo confinante di Chignolo, e il tutto fu spostato nel Dipartimento dell'Alto Po modificando i confini provinciali nell'ottica di un'implementazione dei trasporti fluviali con Cremona che tuttavia si rivelerà effimera.

## Territorio
Il territorio del distretto ereditava quello della XI delegazione della Sottana, ossia Badia, Bissone, Botterone, Campo Rinaldo, Mezzano Parpanese, Miradolo, Nizzolaro, Pieve Porto Morone, con l'esclusione di Chignolo che faceva da sé per il dettato della Costituzione in quanto borgo con più di tremila abitanti.